# Connaissance de l'âme
Connaissance de l’âme (Marefat ol-ruh) est un opuscule philosophique du penseur iranien Ostad Elahi, publié en persan pour la première fois en 1969. Cette traduction française est parue en 2001 aux Éditions L’Harmattan (collection « Ouverture philosophique »). L’ouvrage a également été traduit en anglais.

## Résumé
L’ouvrage traite des questions relatives à l’âme, telles que la preuve de son existence et de son immortalité, ou encore les différentes étapes qu’elle doit parcourir avant d’arriver à sa perfection. Y sont également abordées les questions de l’existence de Dieu, de la création, de la résurrection corporelle et spirituelle, des séjours supra-terrestres de l’âme et des conceptions transmigrationnistes.
Ostad Elahi expose dans Connaissance de l'âme sa doctrine du perfectionnement de l’âme ainsi que sa conception des vies successives ascendantes. On y trouve également une description détaillée des différentes modalités du perfectionnement de l’âme dans les mondes spirituels qu’elle rejoint entre deux vies terrestres (intermonde).

## La forme de l'ouvrage
Le style et le mode de conceptualisation auxquels l’auteur a recours s’inscrivent dans le cadre d’une tradition métaphysique qui relie les néo-platoniciens à Avicenne et à Mollâ Sadrâ. Sous une forme discursive dont le caractère dialectique rappelle l’exercice de la disputatio scolastique, Ostad Elahi fait alterner, tout au long de l’ouvrage, arguments de raison et arguments dits d’autorité (tradition prophétique et discours de révélation), confrontant ainsi des données théologiques propres aux traditions du Livre et dont il est loin de faire table rase, aux exigences de la rationalité. Dans le but de produire une œuvre courte qui soit comme le résumé d’une question complexe, l’auteur utilise un style d’écriture d’une extrême densité et dans lequel l’implicite joue un rôle non négligeable.

## Table des matières
Remerciements
Avant-propos
Préface du traducteur
Notes sur la traduction et la présentation
Introduction
Chapitre premier – Démonstration de l’existence de l’Artisan divin
Chapitre deuxième – De l’âme
Chapitre troisième – La Résurrection et le Retour au lieu du Retour éternel
Chapitre quatrième – La résurrection purement corporelle
Chapitre cinquième – La résurrection purement spirituelle
Chapitre sixième – Résurrection corporelle et résurrection spirituelle : harmonisation
Chapitre septième – La question de la Résurrection selon la doctrine du perfectionnement
Chapitre huitième – Les doctrines de la transmigration de l’âme
Conclusion
Appendices
Bibliographie

## Voir également